# Tour de Nonza

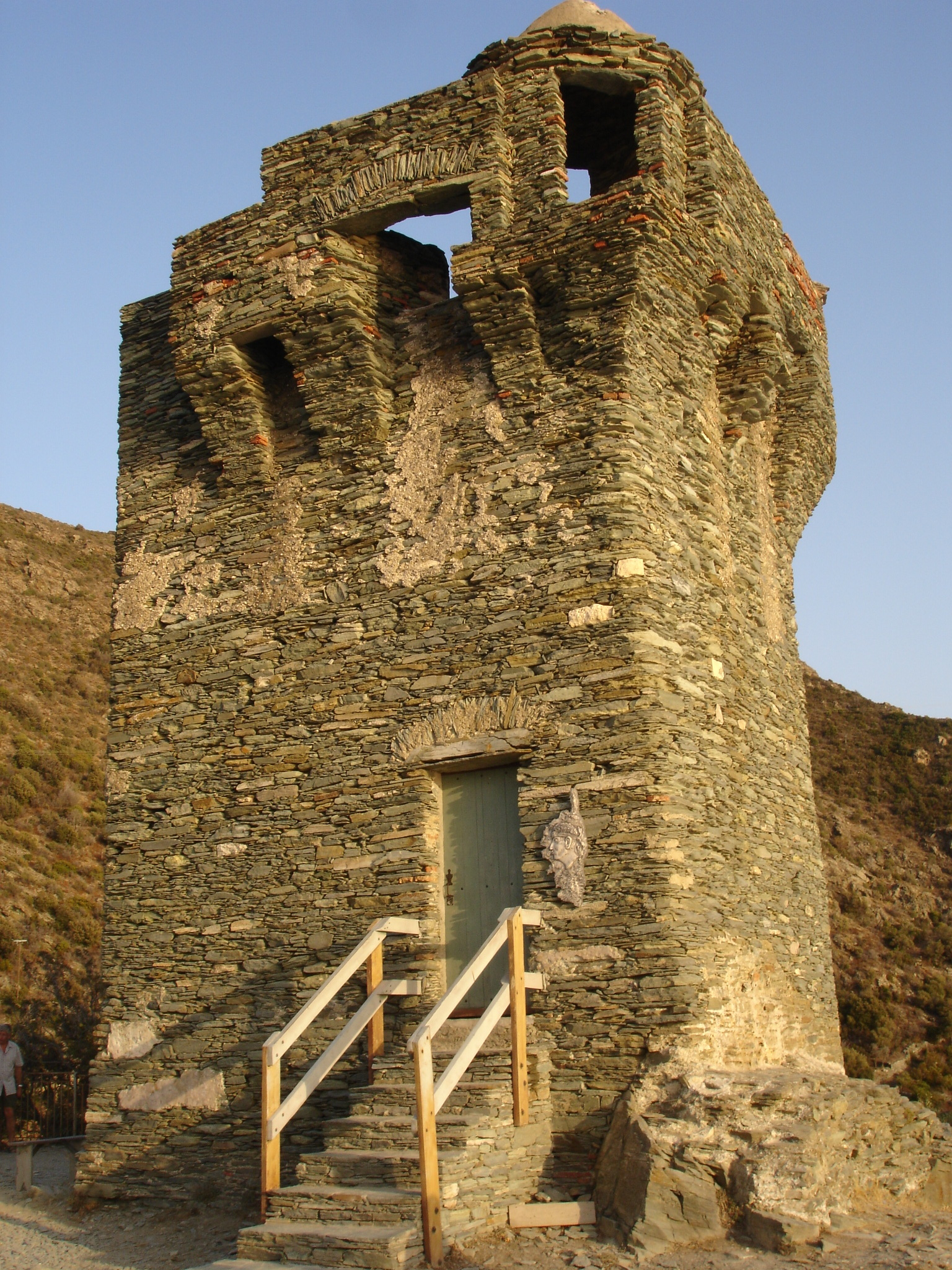
Tour de Nonza

Der Tour de Nonza (korsisch: Torra di Nonza) in der Gemeinde Nonza im Département Haute-Corse an der Westküste des Cap Corse auf der französischen Insel Korsika ist kein Genueserturm. Die viereckigen Türme (in Pino, Porto, Morsiglia und Nonza) stammen aus den 120 Jahren der vorausgehenden pisanischen Besetzung der Insel. Der Turm steht auf einer Höhe von 155 Metern und war Teil des Küstenschutzes, den die Republik Genua zwischen 1530 und 1620 errichtete, um die Angriffe der nordafrikanischen muslimischen Piraten einzudämmen. Das genaue Baudatum ist unbekannt, aber in einer Liste der Genueser Behörden aus dem Jahr 1617 ist der Turm erwähnt.
Der Turm von Nonza wurde im Jahre 1768, während des Krieges zwischen Pascal Paoli, der ein unabhängiges Korsika ausgerufen hatte, und Frankreich berühmt. Im Jahre 1926 wurde er in die Liste historischer Denkmäler Frankreichs aufgenommen.